# Słomiana (województwo podkarpackie)
Słomiana – wieś w Polsce położona w województwie podkarpackim, w powiecie stalowowolskim, w gminie Pysznica.
Miejscowość uzyskała status wsi w 2011 r., wcześniej była przysiółkiem wsi Kłyżów.
W latach 1975–1998 miejscowość administracyjnie należała do województwa tarnobrzeskiego.